# David Berman (musicista)
David Craig Berman (Williamsburg, 4 gennaio 1967 – New York, 7 agosto 2019) è stato un cantante e compositore statunitense, giunto al successo, negli anni novanta, come leader e fondatore della band indie rock Silver Jews.
Dopo un provvisorio ritiro dalle scene musicali, avvenuto nel 2009, si è dedicato a tempo pieno alla sua attività di scrittore, poeta e fumettista, per poi tornare nuovamente in studio con i Purple Mountains, con i quali ha pubblicato l'album omonimo nel luglio 2019.

## Biografia
Nato a Williamsburg (Virginia), svolse gli studi presso la Greenhill School di Dallas, prima di trasferirsi a Charlottesville ed iscriversi al corso di Storia contemporanea dell'Università della Virginia.
Nel 1985 fece la conoscenza con i compagni di corso Stephen Malkmus e Bob Nastanovich, con i quali iniziò subito a condividere la comune passione per la musica e, solo poco tempo dopo e con l'aggiunta di James McNew (futuro bassista dei Yo La Tengo) e di Gate Pratt, i tre decisero di fondare anche una band, gli Ectoslavia, senza però mai riuscire a pubblicare alcun disco.

### Con i Silver Jews
Una volta conseguita la laurea, alla fine degli anni ottanta, Berman, Malkmus e Nastanovich decisero di trasferirsi ad Hoboken (New Jersey) dove, oltre a dividere un piccolo appartamento, iniziarono anche a lavorare a nuovi arrangiamenti con l'obbiettivo di creare un proprio progetto di band. Il nome del nuovo gruppo, Silver Jews, venne ideato dallo stesso Berman, ispirato da una scritta (Silver Jewelry, ovvero gioielli in argento) riportata su un cartellone pubblicitario.
Il debutto discografico avvenne nel maggio del 1992 con l'EP Dime Map Of The Reef, pubblicato dall'etichetta Drag City grazie al diretto interessamento del suo fondatore, Dan Koretsky, conosciuto da Berman ad un concerto dei Pavement. A quel disco fece seguito, un anno dopo, un secondo EP dal titolo Arizona Record e, nel 1994, il primo album Starlite Walker, registrato in maniera professionale (presso il Recordings Easley Studio di Memphis), al contrario dei primi due lavori, composti per lo più da registrazioni in bassissima fedeltà effettuate con un semplice walkman nel salotto di casa.
Nonostante in questi primi dischi la line-up del gruppo mantenne una certa stabilità di fondo (con la presenza anche dei due Pavement, Malkmus e Nastanovich), nel corso degli anni, diversi elementi si alternarono in studio nelle session di registrazione dei vari dischi mutando, quindi, di volta in volta la composizione dei membri della band stessa, con la sola eccezione di Berman che, invece, ne fece sempre parte. I Silver Jews pubblicarono, poi, altri cinque album ed una manciata di singoli e, sia nel terzo, American Water (del 1999), che nel quinto album, intitolato Tanglewood Numbers (del 2005), Berman tornò a collaborare con Malkmus e Nastanovich per la loro realizzazione.
Il 22 gennaio del 2009, Berman annunciò tramite il sito ufficiale dell'etichetta Drag City la decisione del suo ritiro dalle scene musicali. "Credo sia arrivato il momento di andare oltre, verso un'altra categoria." scrive Berman "Sceneggiatura o scandalistica. Comunque andare avanti. Per non assomigliare a tutti gli arrivisti. Ho 42 anni e so cosa fare. Sono uno scrittore. Ho sempre detto che ci saremmo fermati prima di peggiorare. Se continuo a registrare musica potrei finire anche a scrivere canzoni di risposta a Shiny Happy People" La band si esibì in un suo ultimo concerto al Bluegrass Metropolitan di McMinnville, il successivo 31 gennaio.

### Altre attività
Parallelamente alla carriera musicale, Berman trovò il modo di esternare la propria creatività anche attraverso altre espressioni artistiche quali la poesia, la scrittura e il fumetto e, nonostante la sua riluttanza ad esibirsi dal vivo come musicista, di tanto in tanto ha portato in scena alcune letture tratte dai suoi racconti.
Nel 1999 pubblicò la sua prima raccolta di versi, intitolata  Actual Air ed edita da Open City Books. Nel 2003, il gruppo teatrale Infernal Bridegroom Productions, mise in scena una rilettura dell'opera basata su alcune poesie selezionate dal libro e su tre cover dei Silver Jews interpretate dal vivo.
Nel giugno del 2009 è uscita la sua prima raccolta di illustrazioni, The Portable February, un volumetto che raccoglie disegni e fumetti presentati essenzialmente senza alcun tipo di contesto, quasi a mano libera l'uno dopo l'altro.
Nel gennaio del 2011, Berman, che allora risiedeva a Nashville, nel Tennessee, con sua moglie Cassie, lanciò il suo blog Menthol Mountains.
Nel 2012, una poesia composta e recitata da Berman è stata musicata dal gruppo australiano Avalanches, con il titolo A Cowboy Overflow of the Heart.
Il 7 agosto 2019 si suicidò impiccandosi all'interno del suo appartamento a Brooklyn.

## Discografia

### Con i Purple Mountains
- 2019 - Purple Mountains